# Okres Český Krumlov
Okres Český Krumlov (Českokrumlovsko) se nachází v Jihočeském kraji. Je současně také nejjižnějším okresem České republiky. Dřívější sídlo okresu se nacházelo v Českém Krumlově.
S rozlohou 1 614 km² se okres řadí na šesté místo v republice a na třetí místo v kraji. Počtem obyvatel se však okres jak v rámci republiky, tak v rámci kraje řadí mezi podprůměrně lidnaté (v kraji je druhý nejméně lidnatý). Dlouhá léta měl okres nejnižší hustotu zalidnění v celé republice, v posledních letech se průměrná lidnatost však díky vysokému přirozenému přírůstku zvýšila. Českokrumlovsko je však stále druhým nejřidčeji zalidněným okresem po sousedním okrese Prachatice. Okres tvoří celkem 45 obcí, z toho 7 měst, 3 městyse a vojenský újezd Boletice. Původní obec Rožmberk nad Vltavou byla na město povýšena až v lednu 2007 a Větřní v lednu 2017, stejně jako obce Besednice, Frymburk a Křemže na městyse.
Českokrumlovsko sousedí s jihočeskými okresy Prachatice a České Budějovice. Jižní hranice je státní hranicí s Rakouskem (spolkové země Horní Rakousy a Dolní Rakousy).
Okres je vymezen správními obvody obcí s rozšířenou působností Český Krumlov a Kaplice.. Tyto obvody se dále člení na 4 správní obvody obcí s pověřeným obecním úřadem (Český Krumlov, Horní Planá, Vyšší Brod v ORP Český Krumlov; a Kaplice v ORP Kaplice). Pátým POÚ je vojenský újezd Boletice.

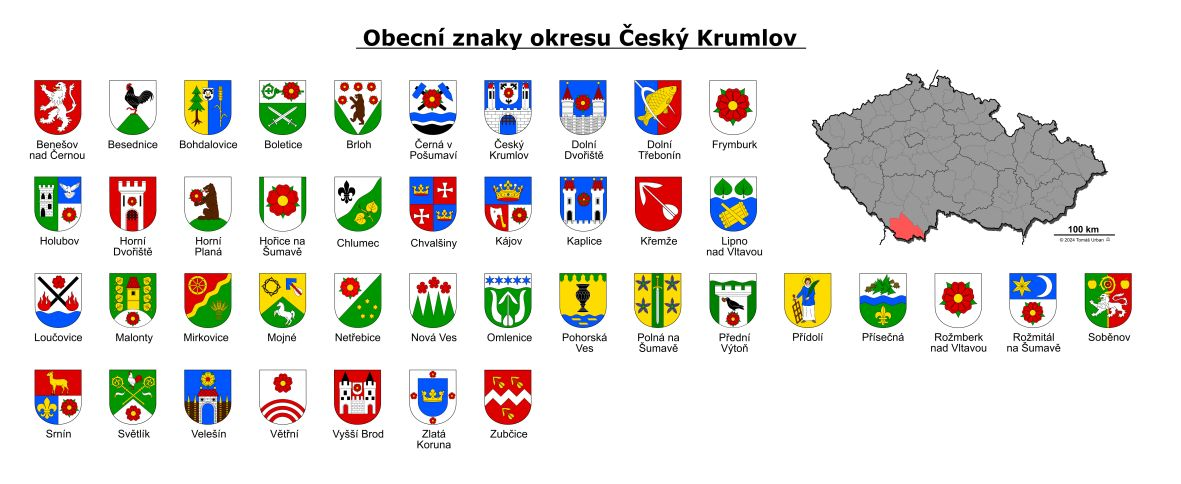
Přehled obecních znaků okresu Český Krumlov

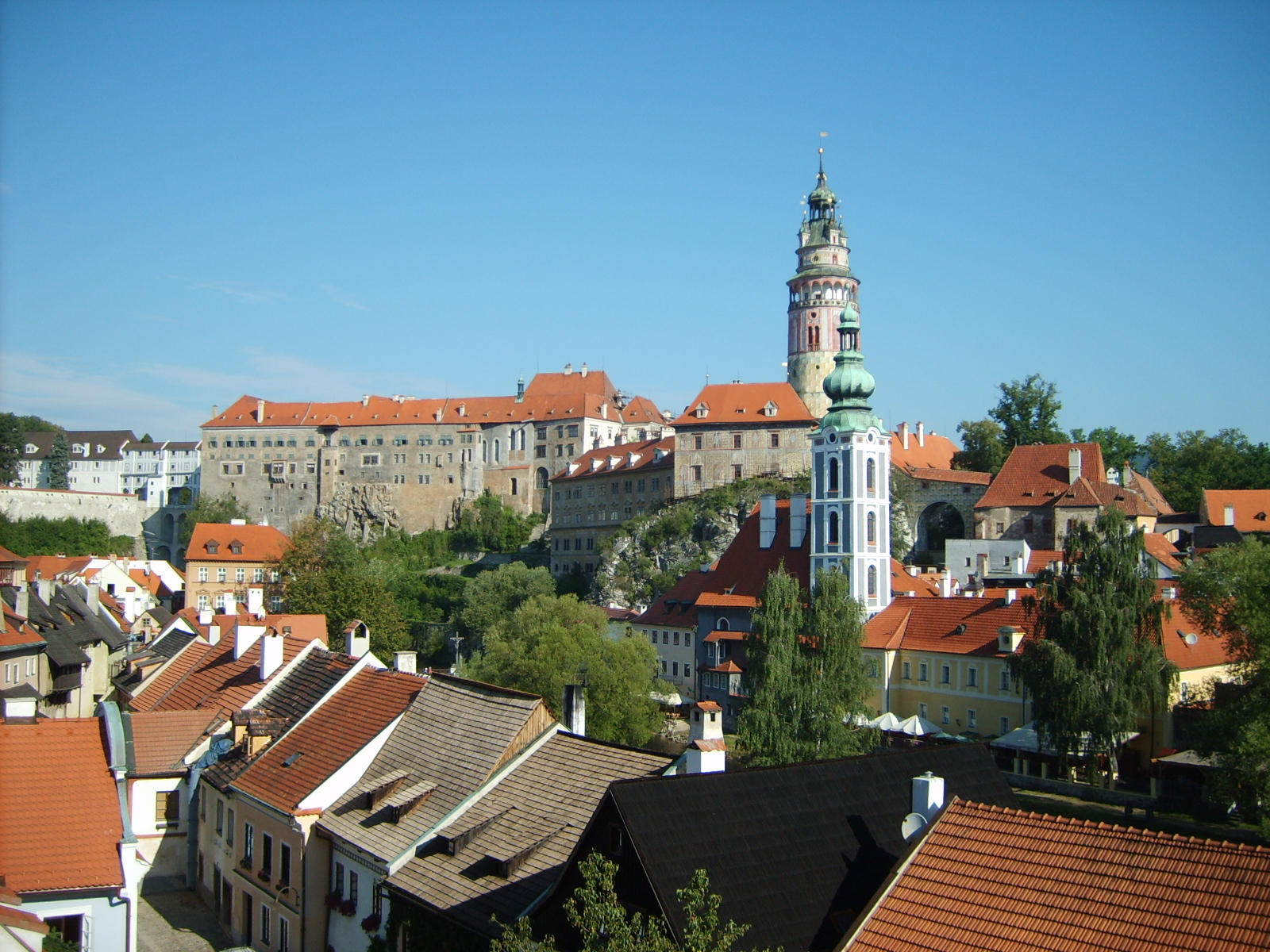
Okresní město Český Krumlov je pro vysokou hodnotu a zachovalost svých památek od roku 1992 na seznamu UNESCO

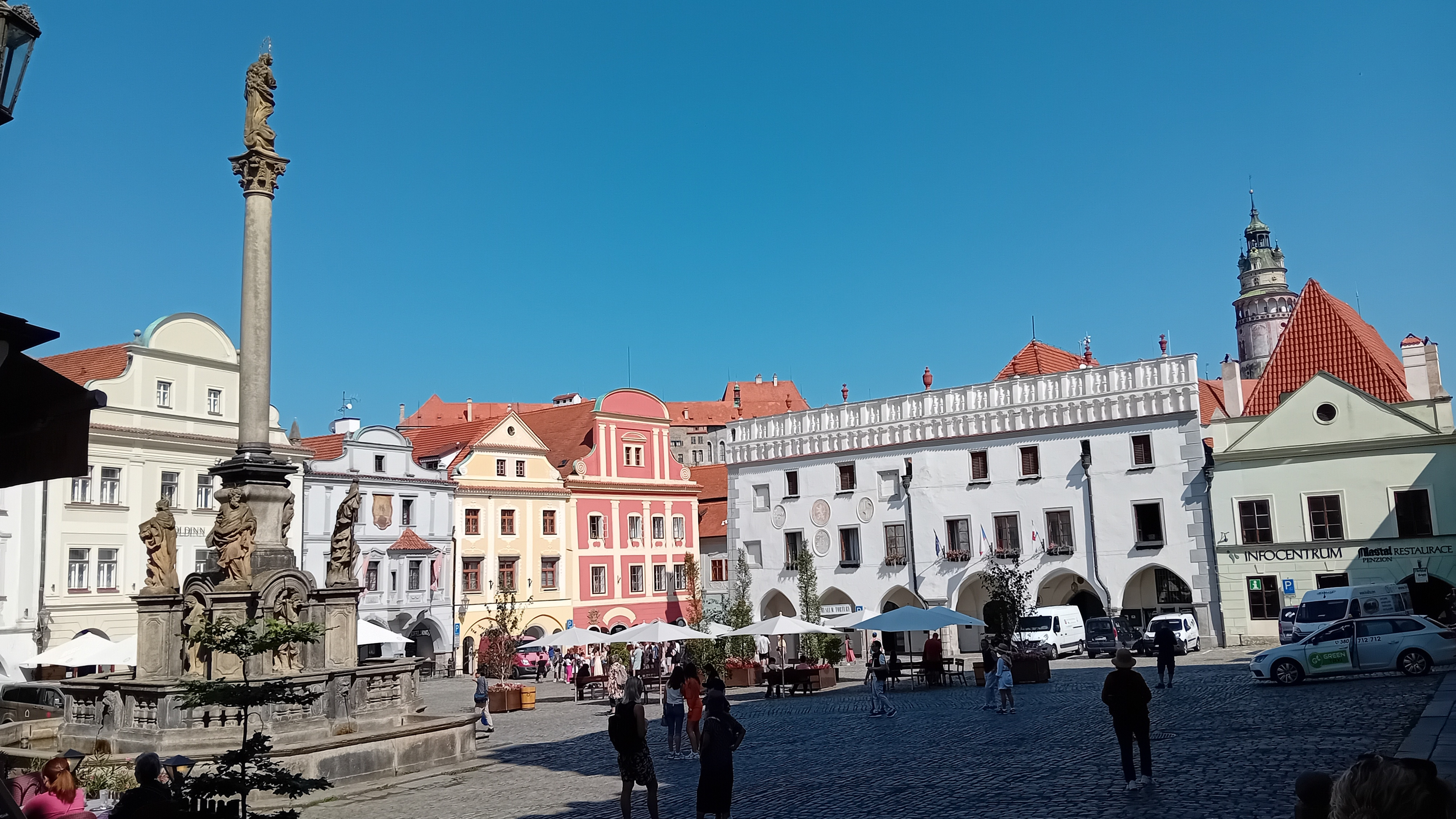
Centrum okresního města

## Vývoj územní struktury
Okres vznikl k 1. červenci 1960 sloučením celého původního okresu Český Krumlov a většiny okresu Kaplice (kromě obce Svatý Jan nad Malší, která připadla okresu České Budějovice). Za celou dobu své existence se jako u jednoho z mála okresů jeho hranice nijak výrazně neměnila. Měnil se pouze počet obcí z 67 v době vyhlášení na dnešních 46. Nejnižší počet obcí (39) byl v okrese při sčítání v roce 1980, kdy probíhal proces integrace. Po pádu komunismu v roce 1989 došlo naopak k procesu dezintegrace, kdy se územní jednotky opět rozdělovaly. Vznikly například obce Pohorská Ves, Přední Výtoň, Mojné, Věžovatá Pláně a jiné.

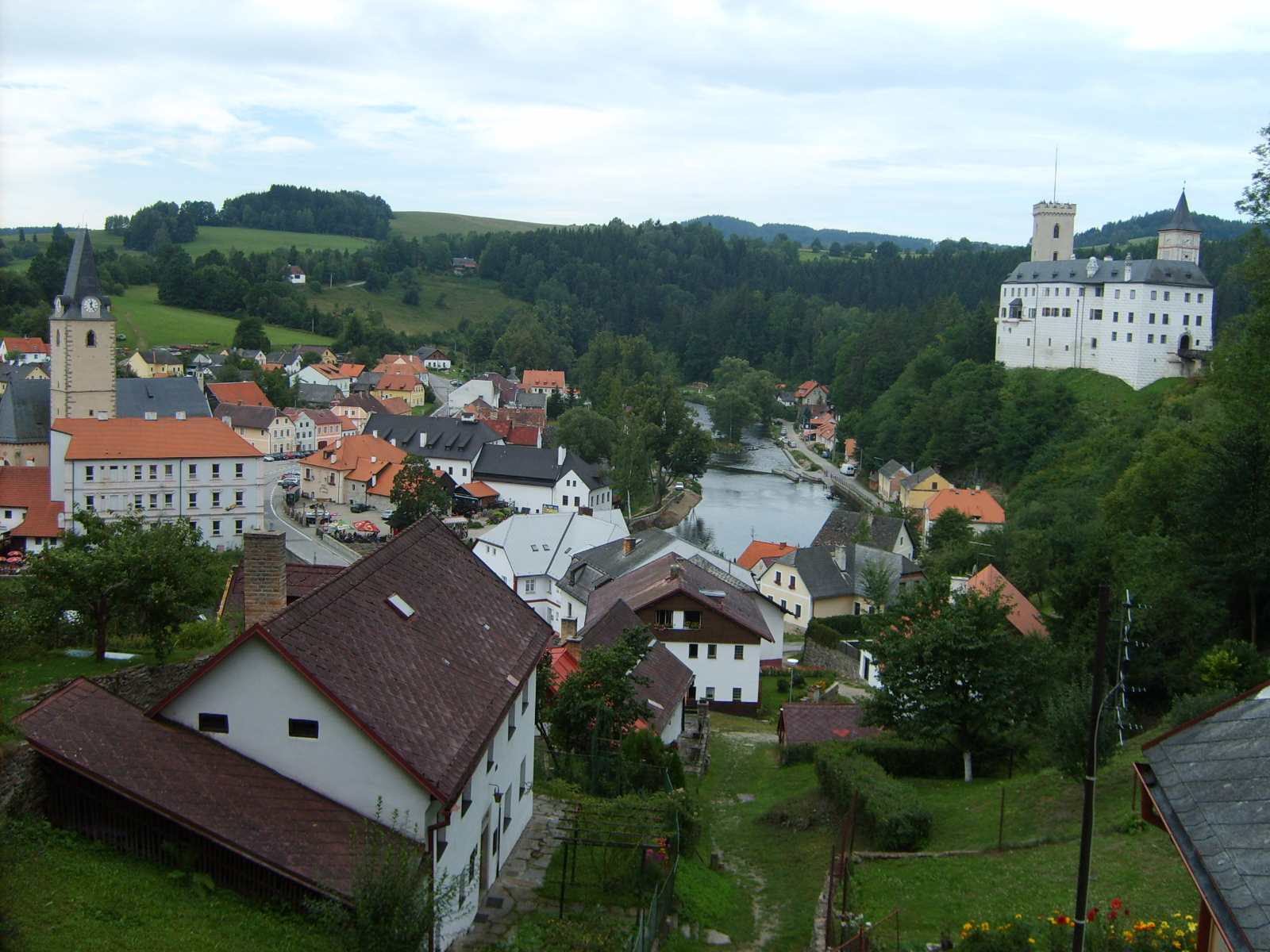
Pohled na město a zámek v Rožmberku nad Vltavou. Oblíbený cíl vodáků i turistů

Českokrumlovsko patří k okresům, které nejvíce postihl poválečný vývoj v českých zemích. První ranou byl odsun sudetských Němců v letech 1945–1946. Většina měst a obcí okresu měla totiž před válkou převažující německé obyvatelstvo – české byly pouze obce na sever od svahů Blanského lesa (Křemže, Brloh) a Slepičích hor (Velešín, Besednice). Nedlouho poté vzniklo přísně střežené hraniční pásmo, jemuž padlo za oběť velké množství tehdy již vybydlených obcí. Mezi největší patřily Pohoří na Šumavě, Cetviny a Dolní Přibrání v Novohradských horách a Kapličky a Zvonková na Šumavě. Další obce zanikly z důvodu zřízení vojenského újezdu Boletice v Šumavském podhůří v roce 1950 (Ondřejov, Jablonec). Poslední skupinou zaniklých obcí jsou vesnice zatopené vodami přehrady Lipno, vystavěné v letech 1950–1960. Největšími z nich byla Dolní Vltavice, Frýdava a Horka. Zatopena byla také část dnešního městyse Frymburku.
| Rok            | 1961   | 1970   | 1980   | 1991   | 2001   | 2007   | 2020   |
| -------------- | ------ | ------ | ------ | ------ | ------ | ------ | ------ |
| Počet obcí     | 67     | 49     | 39     | 45     | 46     | 46     | 46     |
| Počet obyvatel | 48 620 | 49 940 | 55 395 | 57 398 | 59 569 | 60 708 | 61 556 |

## Přírodní podmínky

### Struktura povrchu
Českokrumlovsko tvoří zejména horské a podhorské oblasti. Na území okresu se nacházejí tři tisícimetrová pohoří: Šumava (jihozápadní hranice okresu), její podhůří (Blanský les a Českokrumlovská vrchovina v severozápadní části okresu) a Novohradské hory (v jihovýchodní části okresu). Všechny horské celky geomorfologicky spadají pod Šumavskou subprovincii. Nejvyšším bodem okresu je kóta 1333 m na hoře Smrčina (Hochficht) na Šumavě, u Zadní Zvonkové při hranici s okresem Prachatice, jejíž vlastní vrchol (1338 m) však již leží na rakouském území. Za zmínku stojí také vrcholy Kamenec (1073 m), nejvyšší vrchol české části Novohradských hor, a Kleť (1087 m), nejvyšší hora Blanského lesa, na jejímž vrcholu stojí rozhledna a významná observatoř. Na území okresu se nachází dohromady 26 vrcholů nad 1000 m.
Nejvýše položenou samosprávnou obcí je Světlík (798 m) mezi Českým Krumlovem a Frymburkem. Celkem 8 obcí okresu se nachází v nadmořských výškách nad 700 m.
Naopak nejníže položenou obcí je Zlatá Koruna (473 m). Nejníže položený bod se nachází v místě, kde Vltava opouští území okresu (420 m).

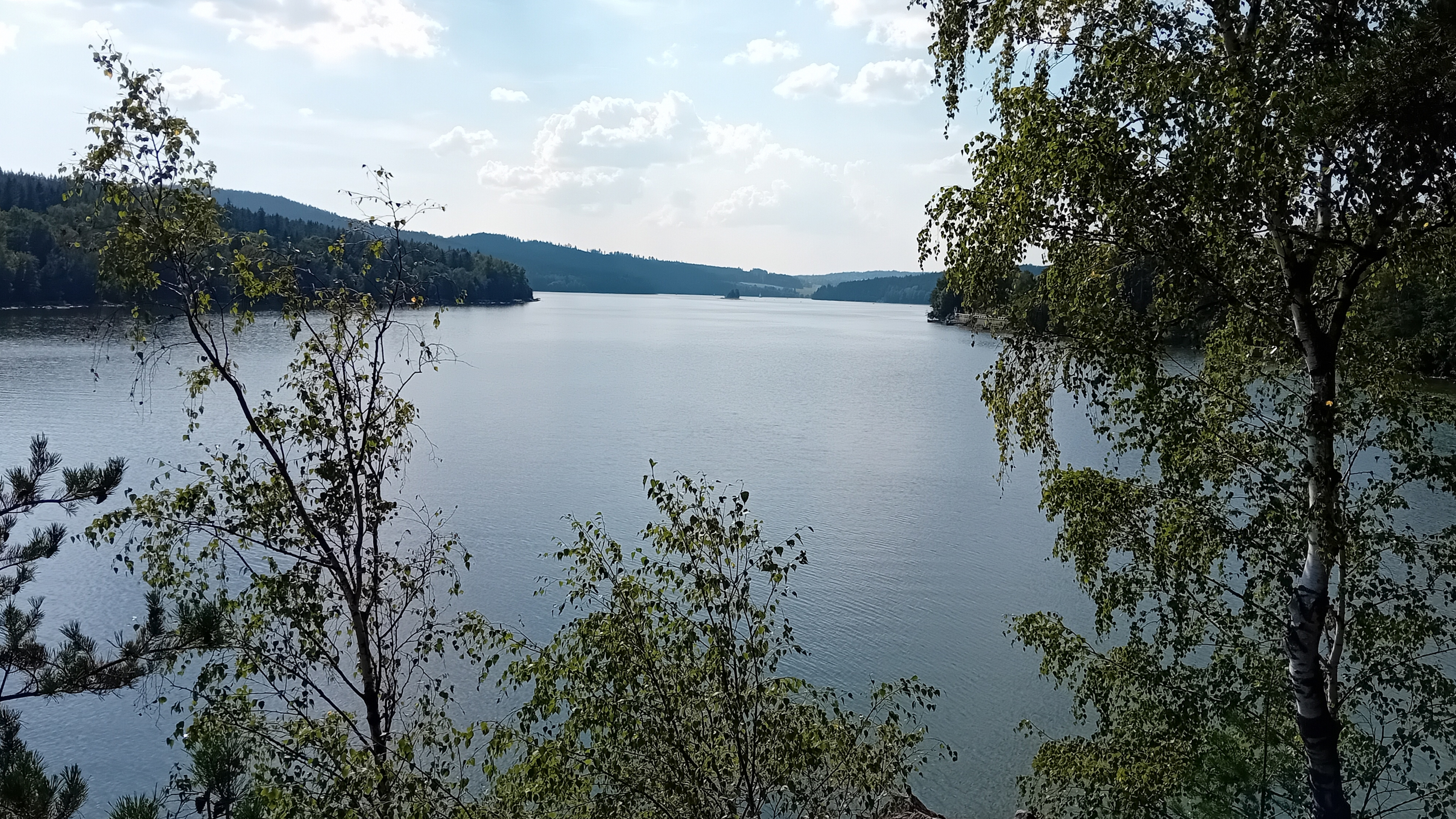
Vodní nádrž Lipno

Průměrná nadmořská výška okresu je 690 m.
K 31. prosinci 2003 měl okres celkovou plochu 1 615,03 km², z toho:
- 35,75 % zemědělských pozemků, které z 38,22 % tvoří orná půda (13,66 % rozlohy okresu)
- 64,25 % ostatní pozemky, z toho 74,42 % lesy (47,81 % rozlohy okresu)

V roce 2024 byly v okrese lesy na 78 982 hektarech.

### Vodstvo
Nejvýznamnějším vodním tokem okresu je řeka Vltava, vytékající ze Šumavy, která okresem prochází v délce 99 km. Na svém horním toku jsou její vody vzduty naší největší vodní nádrží – lipenskou přehradou – s rozlohou skoro 49 km ², objemem 306 miliónů metrů krychlových a délkou 44 km. Součástí přehrady je vodní elektrárna u Lipna s výkonem 120 MW. Asi 10 km dále po proudu stojí daleko menší vyrovnávací vodní nádrž Lipno II s malou vodní elektrárnou o výkonu 1,5 MW. Významnějším přítokem Vltavy je na okrese asi pouze potok Polečnice v Českém Krumlově (levý přítok).
Dalším významným tokem je řeka Malše pramenící v rakouské části Novohradských hor. Okresem protéká v délce 52 km. Významným přítokem je u Kaplice zprava říčka Černá. V místech, kde řeka opouští území okresu je vzduta římovskou přehradou.
Okres není příliš bohatý na rybníky, největším je rybník Olšina na jižním okraji vojenského újezdu Boletice, s rozlohou 133 ha. Zajímavostí je, že se jedná o jeden z nejvýše položených rybníků v Česku. Nachází se v nadmořské výšce 731 metrů.

### Nerostné bohatství
Nejznámější nerostnou surovinou z Krumlovska je tuha. Těžila se také v okolí samotného Českého Krumlova, kde dnes najdeme zajímavou expozici věnující se těžbě. Dalšími těženými surovinami jsou granulit a v malé míře i rašelina.

## Hospodářství
Českokrumlovsko je kvůli své periferní poloze hospodářsky zatím nejzaostalejší okres Jihočeského kraje. Má také nejvyšší nezaměstnanost v kraji (5,7 %). Z hlediska celé České republiky však Krumlovsko zdaleka nepatří mezi zaostalé oblasti. 5 % dosahuje nezaměstnanost v okresním městě. Nejvyšší míru nezaměstnanosti má Pohorská Ves (18 %), nulovou nezaměstnanost má malá obec Zvíkov.
Skladbou hospodářství je Českokrumlovsko okresem průmyslově-zemědělským.

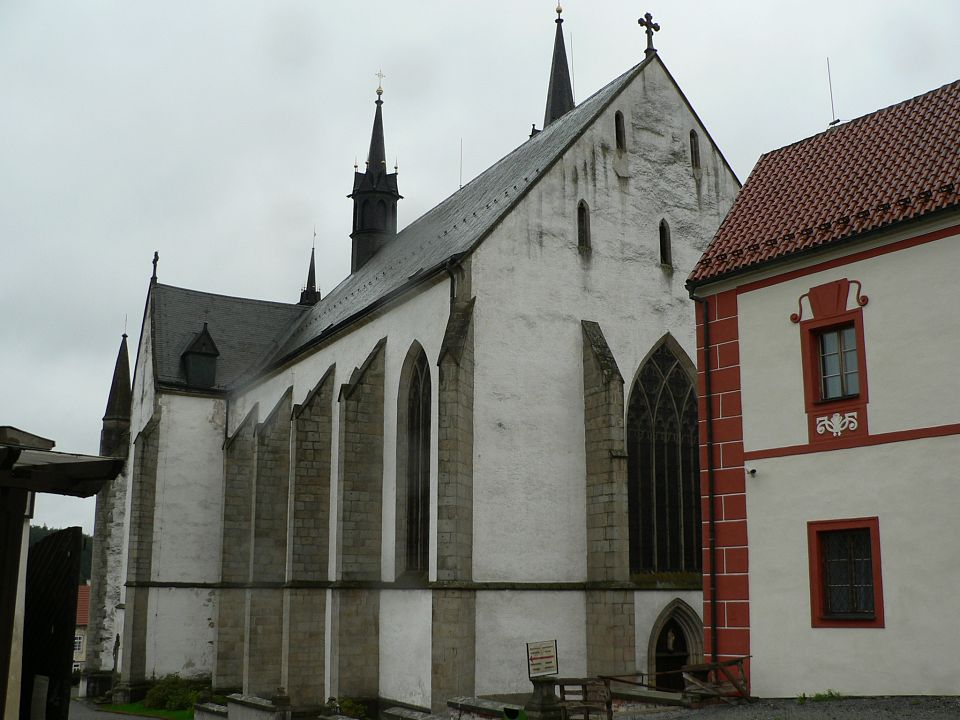
Klášter ve Vyšším Brodě

### Průmysl
Nejvíce pracujících v průmyslu zaměstnává průmysl papíru a celulózy (papírenský kombinát ve Větřní), a strojírenství (Jihostroj Velešín). Velký počet pracovníků má také stavební výroba (kolem 600).

### Zemědělství
Okres Český Krumlov má 580 km² zemědělské půdy. Rostlinná výroba na okrese produkuje obiloviny a zejména pícniny, větší význam má však zejm. v podhorských oblastech výroba živočišná. Pastviny v podhůří Šumavy a Novohradských hor se totiž výborně hodí k chovu skotu, který v posledních letech po zrušení hraničního pásma a rozšíření podpory ekologického chovu zaznamenal nárůst. Velká zemědělská družstva okresu mají sídlo např. v Netřebicích, Mojném, Křemži, Brlohu a Třeboníně. Velmi významné je také lesní hospodářství, neboť lesy zabírají celých 47 % plochy okresu. Největší lesní správy sídlí v Českém Krumlově, Vyšším Brodě, Benešově nad Černou a Horní Plané.

## Doprava

### Silniční doprava
Okresem prochází dvě silnice I. třídy.
Silnice I/3 (součást evropské silnice E55) patří mezi nejvýznamnější spojnice České republiky a Rakouska s velmi hustým provozem. Prochází východní částí okresu kolem měst Velešín a Kaplice. Po 25 km končí na významném hraničním přechodu Dolní Dvořiště/Wullowitz. Úsek na území tohoto okresu je neblaze proslulý zvýšeným počtem dopravních nehod (k nejtragičtější autobusové nehodě s 20 oběťmi došlo v březnu 2003 u Nažidel), a před léty též zvýšeným výskytem prostituce jak pouliční, tak ve veřejných domech v přilehlých obcích (zejm. v Dolním Dvořišti). Dnes veřejný pořádek hlídá bezpečnostní agentura, kterou si obec Dolní Dvořiště najala, a nočních klubů také ubylo.
Silnice I/39 vychází ze silnice I/3 u Kamenného Újezda na Českobudějovicku. Pokračuje jihozápadním směrem na Český Krumlov, Kájov, Hořice na Šumavě a Černou v Pošumaví. Poté vede podél vodní nádrže Lipno přes Horní Planou do Volar a na křižovatku se silnicí I/4.
Ze silnic II. třídy jmenujme silnici II/163, která vychází z Černé v Pošumaví a vede podél Lipna a řeky Vltavy přes Frymburk a Vyšší Brod do Dolního Dvořiště na křižovatku s I/3. Dále silnice II/143 a II/166, které mají význam pro spojení okresních měst Prachatice a Český Krumlov. Polookružní silnice II/157 zase spojuje Český Krumlov s druhým největším městem okresu Kaplicí, a pokračuje přes Trhové Sviny oklikou do Českých Budějovic.
Silnice II/161 vede z Vyššího Brodu na hraniční přechod ve Studánkách, kde navazuje na rakouskou silnici B 126 z Weigetschlagu do Lince.
Všechny silnice II třídy: II/143, II/154, II/155, II/157, II/158, II/160, II/161, II/162, II/163, II/165 a II/166.
V roce 2022 má být zprovozněn úsek dálnice D3 mezi Hodějovicemi a Třebonínem.
V roce 2024 má být zprovozněn úsek dálnice D3 Třebonín – Kaplice nádraží.
V roce 2025 mají být zprovozněny úseky dálnice D3 Kaplice nádraží – Nažidla a Nažidla – Dolní Dvořiště.

### Železniční doprava

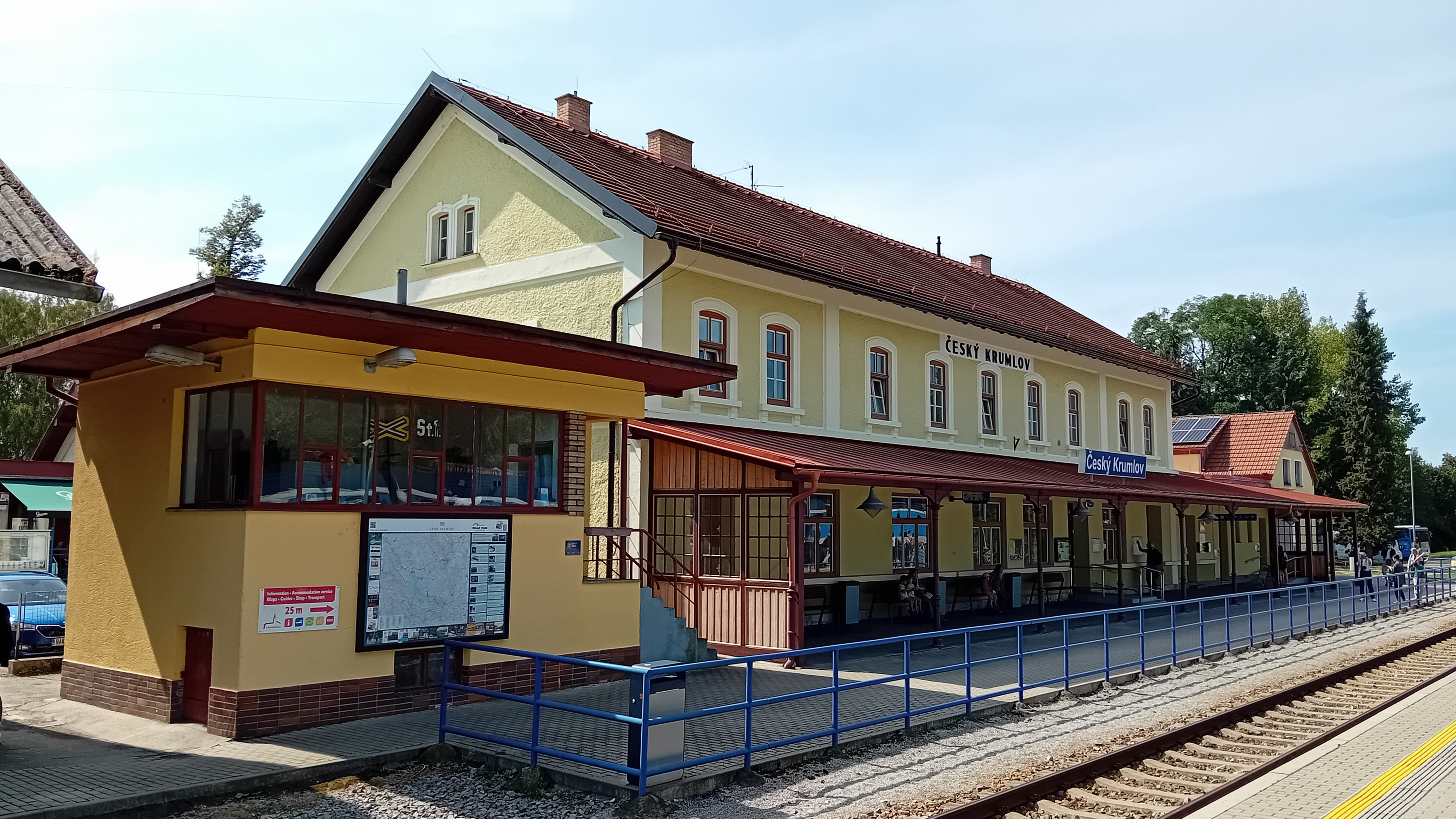
Železniční stanice

Na území okresu najdeme pouze 3 železniční tratě.
Trať 196 je od své rekonstrukce v roce 2001 elektrizovaná střídavým napětím 25 kV, zůstala však nadále jednokolejná. Vede z Českých Budějovic přes Kaplici na železniční hraniční přechod s Rakouskem Horní Dvořiště/Summerau. Trať je velmi významná pro spojení Čech se státy jako Rakousko, Švýcarsko nebo Itálie. Z toho vyplývá, že jsou po ní vedeny i mezinárodní rychlíky. Zajímavostí je, že se v podstatě jedná o nejstarší železniční dráhu na evropském kontinentě, neboť v její trase vedla již v roce 1832 Koněspřežná dráha České Budějovice – Linec. V okolí trati jsou dokonce zachovány některé mostky a náspy staré koňky, více z významné technické památky je však zachováno v Rakousku.
Trať 194 vede v trase České Budějovice – Volary a má velký význam pro spojení jihočeské metropole s turistickou oblastí Šumavy. Trať prochází okresním městem Český Krumlov, v době výstavby lipenské nádrže musela být v úseku Nová Pec (PT) – Černá v Pošumaví poněkud přeložena.
Trať 195, tzv. Vyšebrodská elektrická dráha, byla již od svého zprovoznění v roce 1911 vedena v elektrické trakci. Jednalo se proto o druhou elektrizovanou trať na českém území. Vede z Rybníka (předposlední stanice trati 196 před hranicemi) do Lipna nad Vltavou a má velký, zejm. turistický význam. Dříve byla elektrizována stejnosměrným proudem o napětí 1 500 V, v souvislosti s elektrizací trati 196 byla však přestavěna na střídavý proud o napětí 25 kV. Přestavba byla dokončena v roce 2005.

## Cestovní ruch

Výhled z rozhledny na Kleti. V pozadí oblak páry vycházející z jaderné elektrárny Temelín

Českokrumlovsko patří mezi turisticky nejatraktivnější okresy v celé České republice. Nabízí širokou škálu turistických zajímavostí od přírodních krás Novohradských hor, Šumavy a Blanského lesa, přes oblíbené možnosti vodáctví na řece Vltavě až po velkou řadu stavebních památek. Velké množství turistů každoročně navštěvuje břehy naší největší vodní nádrže Lipna.
Na území okresu se horská turistika v oblasti Šumavy často spojuje s koupáním a rekreací právě u lipenské nádrže.
Dosud trochu zapomunuté a ne úplně doceněné jsou Novohradské hory. Najdeme tam spoustu nádherných opuštěných míst se zachovalou přírodou, největší zajímavostí je asi Žofínský prales (nedaleko obce Pohorská Ves). Velká část Novohradských hor byla ale skoro 40 let součástí hraničního pásma, a tedy nepřístupná. Po příslušnících pohraniční stráže ale nezbyly pouze rozvaliny vesnic, ale také síť zpevněných cest vhodná pro cykloturistiku. Nejvýznamnějšími turistickými východisky do „krumlovské“ části N.hor jsou obce Benešov nad Černou, Malonty a Pohorská Ves.
Na sever od Českého Krumlova již začínají svahy nepříliš rozsáhlého pohoří Blanský les s nejvyšším vrcholem Kleť (1087 m). Můžeme se na něj dopravit sedačkovou lanovou dráhou z Krasetína. Východisky jsou obce Křemže, Holubov, Brloh a Chvalšiny, a také samotné okresní město.
Významným turistickým střediskem je Český Krumlov, jehož historické centrum které bylo pro zachovalost a architektonickou hodnotu svých mnohých památek v roce 1992 zařazeno na seznam UNESCO. Mezi nejvýznamnější památky ve městě řadíme rozsáhlý komplex krumlovského zámku s obrovskou zámeckou zahradou, který se tyčí nad historickým městem. Ve městě dále najdeme celou řadu krásných renesančních i gotických domů a gotický kostel sv. Víta. Krása města je navíc podtržena jeho malebnou polohou v zákrutě řeky Vltavy.

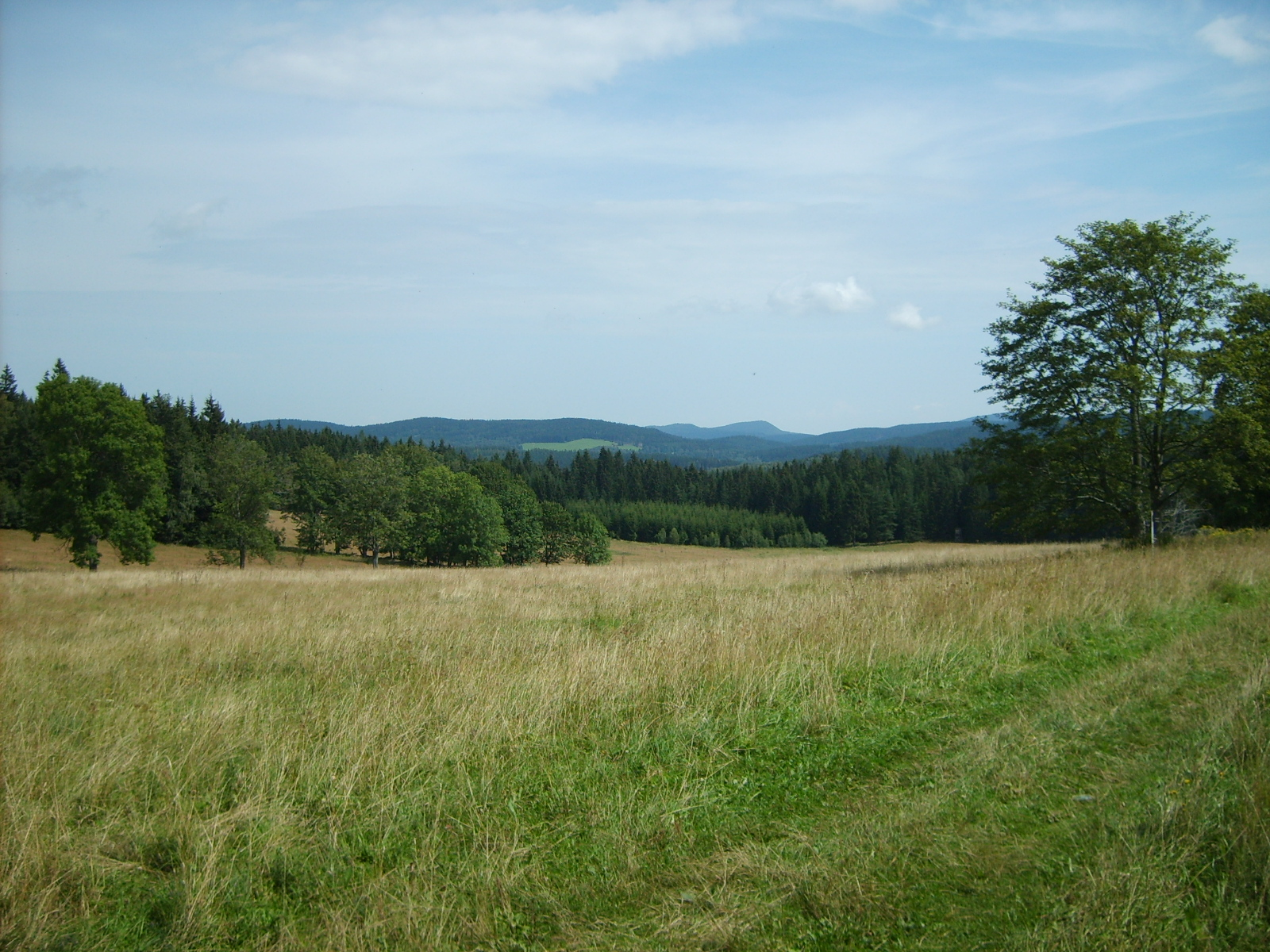
Krajina Novohradských hor z cesty mezi Pohorskou Vsí a Tichou

Na Krumlovsku najdeme dva cisterciácké kláštery: klášter ve Vyšším Brodě (založen roku 1259), a ve Zlaté Koruně (založen roku 1263). Velmi navštěvovaný je také hrad v Rožmberku nad Vltavou, rovněž ze 13. stol. Za zmínku stojí zříceniny gotických hradů Vítkův kámen jižně od lipenské nádrže a Dívčí kámen nad Vltavou nedaleko Křemže. Z dalších zachovalých sakrálních staveb jmenujme kostely v poutní kostel v Kájově, gotický kostel v Dolním Dvořišti a kostely v nedalekém Rychnově nad Malší a v zaniklé obci Cetviny.

## Ochrana přírody
Na území Krumlovska zasahuje část NP a CHKO Šumava. Celým územím do okresu patří CHKO Blanský les. Plánovaná chráněná krajinná oblast Novohradské hory vyhlášena nebyla. Prozatím je zřízen pouze Přírodní park Novohradské hory. Z hlediska ochrany přírody je zajímavý tamní Žofínský prales, který byl vyhlášen přírodní rezervací již v roce 1838 a je tedy nejstarším chráněným územím ve střední Evropě. Mimo tyto chráněné oblasti je v okrese Český Krumlov množství dalších chráněných území.

## Demografické údaje
Data k 1.1.2019 (1 Archivováno 27. 3. 2019 na Wayback Machine.)
| Popis          | Celkem | Ženy           | Muži           |
| -------------- | ------ | -------------- | -------------- |
| počet obyvatel | 61 381 | 30 455 49,61 % | 30 926 50,38 % |
| průměrný věk   | 37,8   | 38,8           | 36,7           |

- hustota zalidnění: 37 ob./km²
- 50,50 % obyvatel žije ve městech

### Největší obce
| Město (obec)       | Status | Počet obyvatel k 1.1. 2020 | Počet obyvatel k 1.1. 2022 | Počet obyvatel k 1.1. 2024 |
| ------------------ | ------ | -------------------------- | -------------------------- | -------------------------- |
| Český Krumlov      | město  | 12 981                     | 12 461                     | 12 944                     |
| Kaplice            | město  | 7 282                      | 6 984                      | 7 562                      |
| Velešín            | město  | 3 902                      | 3 796                      | 3 866                      |
| Větřní             | město  | 3 866                      | 3 758                      | 3 821                      |
| Křemže             | městys | 2 896                      | 2 918                      | 3 009                      |
| Vyšší Brod         | město  | 2 617                      | 2 549                      | 2 564                      |
| Kájov              | obec   | 1 857                      | 1 870                      | 1 996                      |
| Horní Planá        | město  | 2 080                      | 1 993                      | 1 980                      |
| Loučovice          | obec   | 1 597                      | 1 503                      | 1 490                      |
| Dolní Dvořiště     | obec   | 1 377                      | 1 357                      | 1 433                      |
| Malonty            | obec   | 1 380                      | 1 404                      | 1 422                      |
| Frymburk           | městys | 1 304                      | 1 304                      | 1 379                      |
| Benešov nad Černou | obec   | 1 458                      | 1 383                      | 1 376                      |
| Dolní Třebonín     | obec   | 1 342                      | 1 351                      | 1 350                      |
| Chvalšiny          | obec   | 1 250                      | 1 244                      | 1 249                      |
| Holubov            | obec   | 1 107                      | 1 089                      | 1 097                      |
| Brloh              | obec   | 1 076                      | 1 076                      | 1 076                      |
| Hořice na Šumavě   | městys |                            |                            | 903                        |
| Černá v Pošumaví   | obec   |                            |                            | 855                        |
| Besednice          | městys |                            |                            | 838                        |
| Zlatá Koruna       | obec   |                            |                            | 787                        |
| Přídolí            | městys |                            |                            | 702                        |
| Lipno nad Vltavou  | obec   |                            |                            | 675                        |
| Bujanov            | obec   |                            |                            | 617                        |
| Omlenice           | obec   |                            |                            | 593                        |
| Mirkovice          | obec   |                            |                            | 518                        |

### Školství
(2003)
| Druh školy               | Počet škol |
| ------------------------ | ---------- |
| Mateřské školy           | 35         |
| Základní školy           | 29         |
| Gymnázia                 | 2          |
| Střední průmyslové školy | 4          |
| Střední odborná učiliště | 3          |
| Vyšší odborné školy      | 0          |

### Zdravotnictví
(2003)
| Lékaři                          | 160 |
| Nemocnice                       | 1   |
| Specializovaná léčebná zařízení | 1   |
| Zubní lékaři                    | 32  |
| Lékárny                         | 12  |

## Seznam obcí a jejich částí
Města jsou uvedena tučně, městyse kurzívou, části obcí malince.

Benešov nad Černou (Černé Údolí • Daleké Popelice • Děkanské Skaliny • Dluhoště • Hartunkov • Klení • Kuří • Ličov • Pusté Skaliny • Valtéřov • Velké Skaliny • Velký Jindřichov) •
Besednice (Malče) •
Bohdalovice (Kaliště • Slavkov • Slubice • Suš • Svéraz) •
Brloh (Janské Údolí • Jaronín • Kovářov • Rojšín • Rychtářov • Sedm Chalup) •
Bujanov (Skoronice • Suchdol • Zdíky) •
Černá v Pošumaví (Bližná • Černá v Pošumaví • Dolní Vltavice • Mokrá • Muckov • Plánička) •
Český Krumlov (Domoradice • Horní Brána • Latrán • Nádražní Předměstí • Nové Dobrkovice • Nové Spolí • Plešivec • Slupenec • Vnitřní Město • Vyšný) •
Dolní Dvořiště (Budákov • Jenín • Rybník • Rychnov nad Malší • Tichá • Trojany • Všeměřice) •
Dolní Třebonín (Čertyně • Dolní Svince • Dolní Třebonín • Horní Svince • Horní Třebonín • Prostřední Svince • Štěkře • Záluží) •
Frymburk (Blatná • Kovářov • Milná) •
Holubov (Krasetín • Třísov) •
Horní Dvořiště (Český Heršlák) •
Horní Planá (Bližší Lhota • Hodňov • Hory • Hůrka • Olšina • Pernek • Žlábek) •
Hořice na Šumavě (Mýto • Provodice • Skláře • Stěžerov • Šebanov) •
Chlumec (Krnín) •
Chvalšiny (Borová • Červený Dvůr • Hejdlov) •
Kájov (Boletice • Kladenské Rovné • Kladné • Křenov • Lazec • Mezipotočí • Novosedly • Přelštice • Staré Dobrkovice) •
Kaplice (Blansko • Dobechov • Hradiště • Hubenov • Kaplice • Květoňov • Mostky • Pořešín • Pořešinec • Rozpoutí • Žďár) •
Křemže (Bohouškovice • Chlum • Chlumeček • Chmelná • Křemže • Lhotka • Loučej • Mříč • Stupná • Vinná) •
Lipno nad Vltavou (Slupečná) •
Loučovice (Nové Domky) •
Malonty (Bělá • Bukovsko • Desky • Jaroměř • Malonty • Meziříčí • Radčice • Rapotice) •
Malšín (Ostrov) •
Mirkovice (Chabičovice • Malčice • Mirkovice • Svachova Lhotka • Zahrádka • Žaltice) •
Mojné (Černice • Záhorkovice) •
Netřebice (Dlouhá • Výheň) •
Nová Ves (České Chalupy) •
Omlenice (Blažkov • Omlenička • Stradov • Výnězda) •
Pohorská Ves (Janova Ves • Lužnice • Pohoří na Šumavě) •
Polná na Šumavě (Květušín • Olšina • Otice) •
Přední Výtoň •
Přídolí (Dubová • Práčov • Přídolí • Sedlice • Spolí • Všeměry • Zahořánky • Záluží) •
Přísečná •
Rožmberk nad Vltavou (Přízeř) •
Rožmitál na Šumavě (Čeřín • Hněvanov • Michnice • Zahrádka) •
Soběnov (Přísečno • Smrhov) •
Srnín •
Střítež (Kaplice-nádraží • Raveň) •
Světlík •
Velešín (Bor • Holkov • Chodeč • Skřidla) •
Větřní (Dobrné • Hašlovice • Lužná • Nahořany • Němče • Větřní • Zátoň • Zátoňské Dvory) •
Věžovatá Pláně (Dolní Pláně) •
Vyšší Brod (Dolní Drkolná • Dolní Jílovice • Herbertov • Hrudkov • Lachovice • Studánky • Těchoraz • Vyšší Brod) •
Zlatá Koruna (Plešovice • Rájov) •
Zubčice (Markvartice • Zubčická Lhotka) •
Zvíkov

### Vojenský újezd
- Vojenský újezd Boletice